# Lochranza

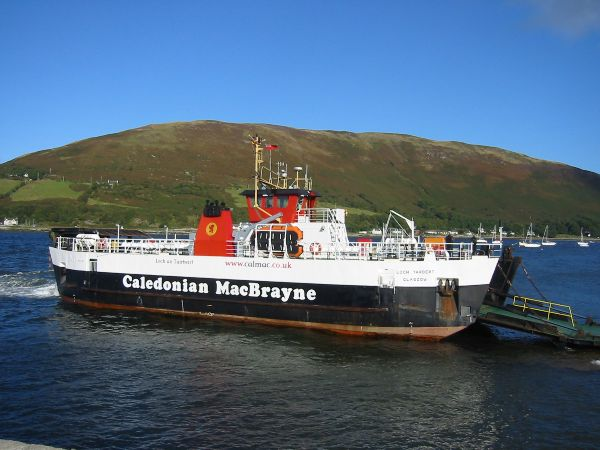
Le MV Loch Tarbert à Lochranza.

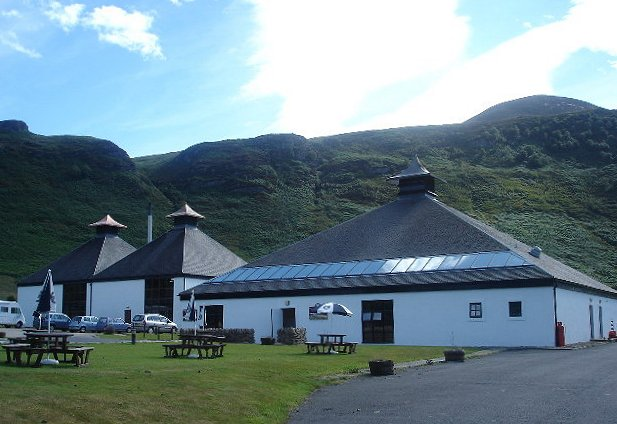
La distillerie d'Arran à Lochranza.

Lochranza (en gaélique écossais : Loch Raonasa) est un village situé sur l'île d'Arran, dans le Firth of Clyde, en Écosse. Sa population, en déclin, est d'environ 200 habitants.
Lochranza est le village le plus septentrional d'Arran et est situé sur la côte nord-ouest de l'île. Le village est en fait situé au bord du Loch Ranza, un petit bras de mer. Des ferries relient Lochranza à Claonaig, sur la péninsule du Kintyre.
La région située autour du château de Lochranza est un endroit privilégié pour observer les cerfs élaphes qui peuplent l'île et, sur la rive nord, on peut apercevoir des phoques gris toute l'année.
Un nouvel embarcadère y a été construit en 2003, permettant à de plus gros ferries d'accéder à l'île depuis Lochranza. Le bateau à vapeur Waverley et le bateau de croisière Lord of the Glens accostent régulièrement à cet endroit.
À Lochranza se trouve la distillerie d'Arran, construite en 1995, qui produit l'Arran Single Malt, et les ruines du château du même nom, datant du XVIe siècle.